# Say (Niger)
Say ist eine Stadtgemeinde und der Hauptort des gleichnamigen Departements Say in Niger.

## Geographie

### Lage und Gliederung

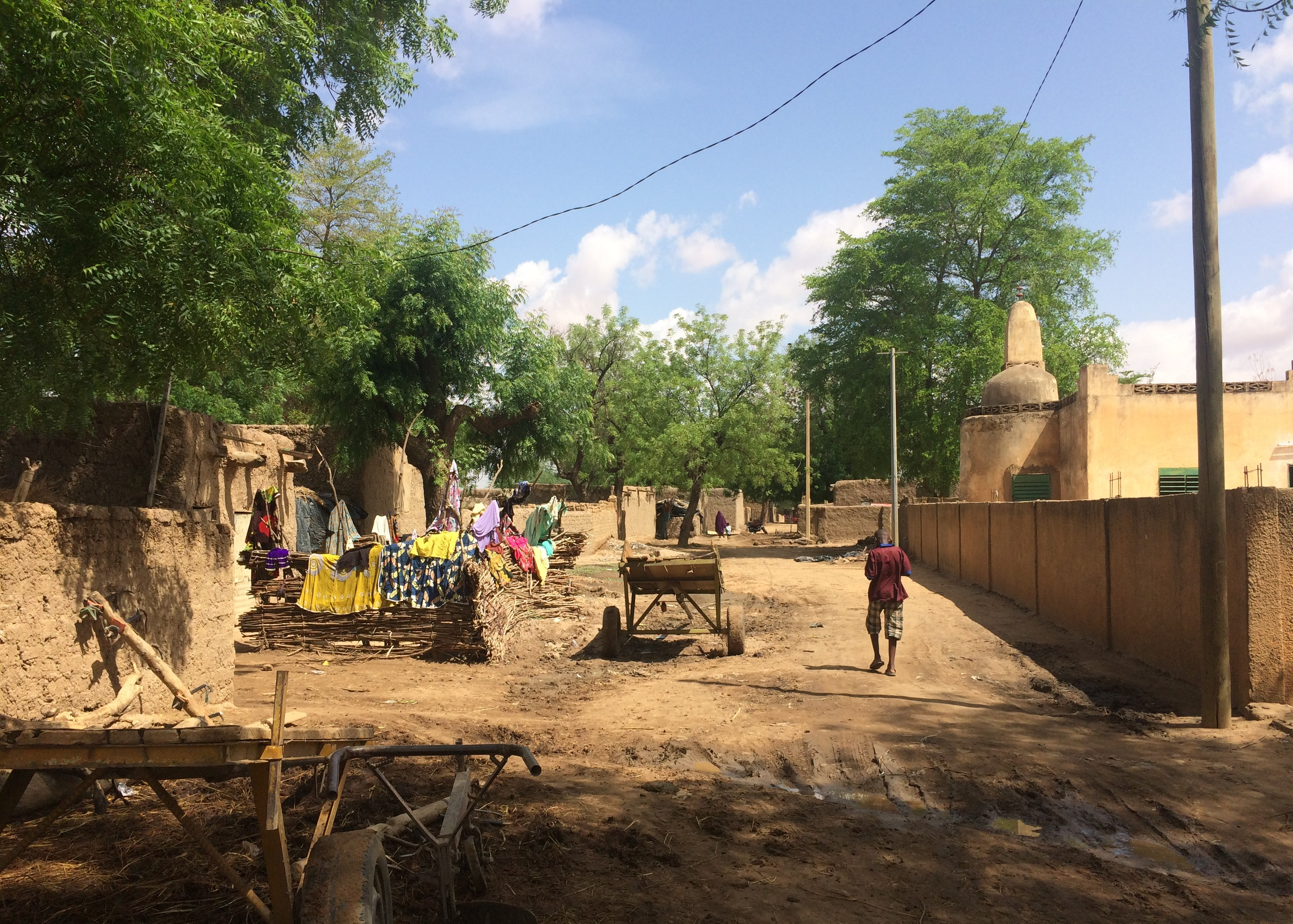
Eine Straße in Say (2018)

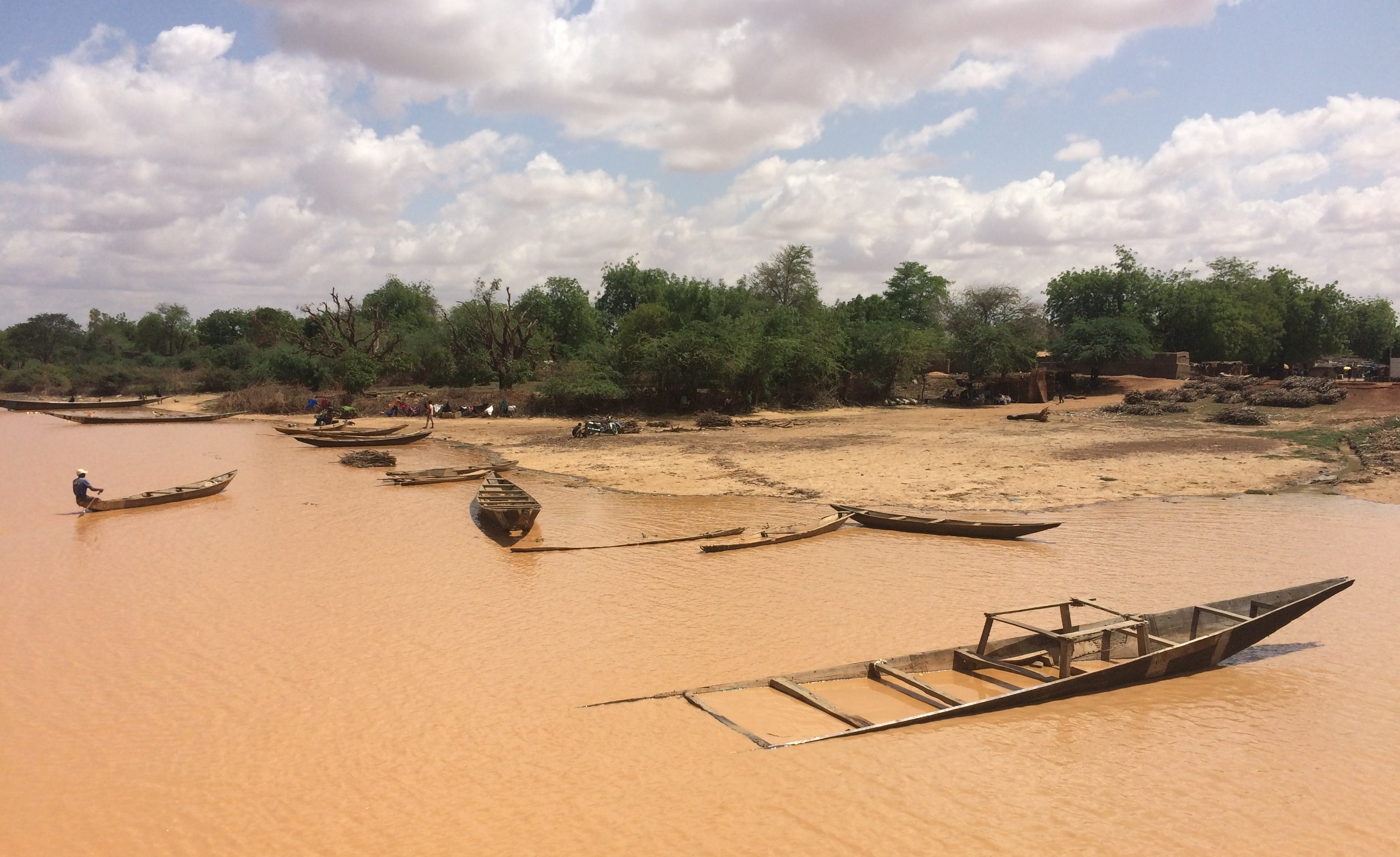
Niger-Flussufer in Say (2018)

Say liegt am Übergang der Sahelzone zur Großlandschaft Sudan. Die Stadt besitzt einen Fischerhafen am Fluss Niger. Die Nachbargemeinden Says sind Bitinkodji und Youri im Norden, Kouré und Kirtachi im Osten, Tamou im Süden und Ouro Guélédjo im Westen.
Das urbane Gemeindegebiet ist in die Stadtviertel Bolongué, Bonféba, CES, Fada Béri, Fada Kaina, Goungobon, Modibadié, Rouga, Say Ouest, Zongo und Zoroney sowie den Weiler Koba gegliedert. Bei den Siedlungen im ländlichen Gemeindegebiet handelt es sich um 56 Dörfer, 33 Weiler und zwei Lager sowie um das Viertel der Islamischen Universität Say.
Die Forêt classée de Say ist ein 2460 Hektar großes unter Naturschutz stehendes Waldgebiet im Gemeindegebiet von Say. Die Unterschutzstellung erfolgte 1940.

### Klima
In Say herrscht trockenes Wüstenklima vor. Die Niederschlagsmessstation im Stadtzentrum liegt auf 200 m Höhe und wurde 1921 in Betrieb genommen.
|                        | Jan  | Feb  | Mär  | Apr  | Mai  | Jun  | Jul  | Aug  | Sep  | Okt  | Nov  | Dez  |   |      |
| Mittl. Temperatur (°C) | 23,7 | 26,6 | 30,2 | 33,5 | 34,1 | 32,0 | 29,2 | 27,3 | 28,6 | 30,4 | 27,8 | 24,5 | ⌀ | 29   |
| Mittl. Tagesmax. (°C)  | 32,0 | 35,2 | 38,9 | 40,9 | 40,4 | 37,7 | 34,1 | 31,6 | 33,6 | 36,9 | 36,2 | 32,9 | ⌀ | 35,9 |
| Mittl. Tagesmin. (°C)  | 16,2 | 18,5 | 21,3 | 25,5 | 28,0 | 26,9 | 25,0 | 23,8 | 24,3 | 23,9 | 19,3 | 16,8 | ⌀ | 22,5 |
|                        |      |      |      |      |      |      |      |      |      |      |      |      |   |      |
| Niederschlag (mm)      | 0    | 0    | 1    | 4    | 15   | 33   | 83   | 151  | 61   | 12   | 0    | 0    | Σ | 360  |
|                        |      |      |      |      |      |      |      |      |      |      |      |      |   |      |
| Sonnenstunden (h/d)    | 10,3 | 10,5 | 10,8 | 11,2 | 11,4 | 11,2 | 9,8  | 8,4  | 9,7  | 10,5 | 10,4 | 10,2 | ⌀ | 10,4 |
|                        |      |      |      |      |      |      |      |      |      |      |      |      |   |      |
| Regentage (d)          | 0    | 0    | 0    | 1    | 2    | 5    | 10   | 12   | 7    | 2    | 0    | 0    | Σ | 39   |
|                        |      |      |      |      |      |      |      |      |      |      |      |      |   |      |
| Luftfeuchtigkeit (%)   | 17   | 14   | 12   | 20   | 36   | 49   | 63   | 74   | 67   | 42   | 23   | 20   | ⌀ | 36,5 |

| 16,2 |

| 18,5 |

| 21,3 |

| 25,5 |

| 28,0 |

| 26,9 |

| 25,0 |

| 23,8 |

| 24,3 |

| 23,9 |

| 19,3 |

| 16,8 |

| 16,2 |

| 18,5 |

| 21,3 |

| 25,5 |

| 28,0 |

| 26,9 |

| 25,0 |

| 23,8 |

| 24,3 |

| 23,9 |

| 19,3 |

| 16,8 |

| N i e d e r s c h l a g | 0   | 0   | 1   | 4   | 15  | 33  | 83  | 151 | 61  | 12  | 0   | 0   |
|                         | Jan | Feb | Mär | Apr | Mai | Jun | Jul | Aug | Sep | Okt | Nov | Dez |

## Geschichte

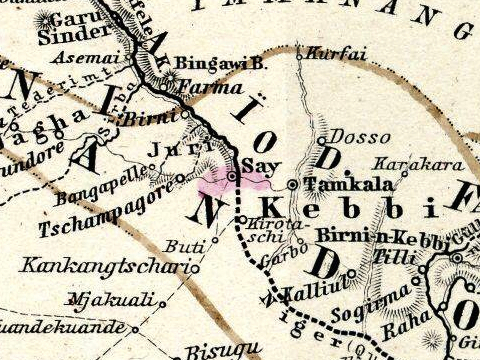
Say in Stielers Hand-Atlas (1891)

Um das Jahr 1800 übernahm Alfa Mohamed Diobo, ein Marabout der Fulbe aus Massina, die Macht in Say. Der Ort war bis dahin lediglich ein kleines Zarma-Dorf gewesen. Say entwickelte sich nun zu einem wichtigen Brückenkopf im Westen des von Usman dan Fodio geschaffenen Kalifats von Sokoto. Die Stadt war im 19. Jahrhundert ein bedeutendes religiöses, politisches und wirtschaftliches Zentrum mit einem großen Sklavenmarkt. Alfa Mohamed Diobo starb 1840. Auf ihn folgten als Herrscher Boubakar, Moulye, Baba-Bello, Abdoul-Waydou und Amadou-Fatourou, der vor seinem Tod 1897 noch die ersten französischen Erkundungen erlebte. Nach Amadou-Fatourou waren Alirou-Kalilou, Amadou Satourou und Assane Cissé Hamagano die Regenten von Say. Die Stadt war – seit den Besuchen des deutschen Afrikaforschers Heinrich Barth im Juni 1853 und Juli 1854 – für mehrere europäische Nationen ein wesentlicher Ausgangspunkt zur Erforschung und Eroberung dieses Teils Afrikas. Says einstige politische Bedeutung schwand jedoch gegen Ende des 19. Jahrhunderts zusehends.

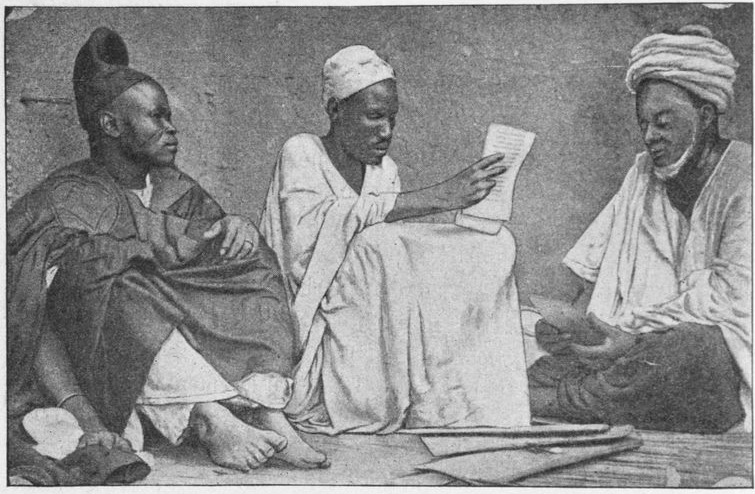
Marabouts in Say (1912)

Ein Vertrag des Herrschers von Say mit Parfait-Louis Monteil stellte 1891 Say unter französisches Protektorat, wenige Tage nachdem ein gleichlautender Vertrag mit dem Herrscher von Ouro Guélédjo abgeschlossen worden war. Im Zuge der militärischen Besetzung der späteren Nigerkolonie durch Frankreich wurde Say 1899 zunächst der französischen Kolonie Dahomey angeschlossen. Im Jahr 1907 gelangte die Stadt an das französische Militärterritorium Niger (Territoire militaire du Niger). Infolge der französischen Steuern verlor der große Markt von Say vorübergehend seine Funktion als bedeutendes Handelszentrum. Die 374 Kilometer lange Piste von Gaya über Niamey nach Tillabéri, die durch Say führte, galt in den 1920er Jahren als einer der Hauptverkehrswege in der Kolonie Niger. Das französische Übersee-Forschungsinstitut Office de la Recherche Scientifique et Technique Outre-Mer (ORSTOM) betrieb in Say zwei geomagnetische Stationen, die zu einem Netzwerk von mehreren hundert ORSTOM-Stationen in Westafrika gehörten, an denen in den 1950er Jahren geomagnetische Messungen vorgenommen wurden. Die französische Verwaltung richtete 1959 die erste Madrasa Nigers in der Stadt ein.
Say wurde 1960, im Jahr der Unabhängigkeit Nigers, zum Hauptort des Bezirks Say, aus dem 1964 das Arrondissement Say und 1998 das Departement Say hervorging. Die Stadt wurde am 8. Februar 1968 von den schwersten Überschwemmungen in Niger seit 1946 heimgesucht, als Maradi unter Wasser gestanden war. 240 Familien wurden obdachlos und 612 Wohnungen wurden verwüstet. Im Jahr 2002 wurde im Zuge einer landesweiten Verwaltungsreform der bis dahin um die Stadt gelegene Kanton Say dem Gemeindegebiet von Say angeschlossen.

## Bevölkerung
Bei der Volkszählung 2012 hatte Say 58.290 Einwohner, die in 7020 Haushalten lebten. Bei der Volkszählung 2001 betrug die Einwohnerzahl 45.519 in 5662 Haushalten.
Das urbane Gemeindegebiet hatte 13.546 Einwohner in 1985 Haushalten bei der Volkszählung 2012, 10.502 Einwohner in 1719 Haushalten bei der Volkszählung 2001 und 6336 Einwohner in 1026 Haushalten bei der Volkszählung 1988. Bei der Volkszählung 1977 waren es 4405 Einwohner.
In ethnischer Hinsicht ist die Gemeinde ein Siedlungsgebiet von Fulbe und Zarma.

## Politik und Justiz
Der Gemeinderat (conseil municipal) hat 17 gewählte Mitglieder. Mit den Kommunalwahlen 2020 sind die Sitze im Gemeinderat wie folgt verteilt: 5 MNSD-Nassara, 3 PNDS-Tarayya, 3 UDR-Tabbat, 2 PJP-Génération Doubara, 1 AMEN-AMIN, 1 MPR-Jamhuriya, 1 NGN-Halal und 1 RPD-Bazara.
Jeweils ein traditioneller Ortsvorsteher (chef traditionnel) steht an der Spitze von 28 Dörfern im ländlichen Gemeindegebiet.
Die Stadt ist der Sitz eines Tribunal d’Instance, eines der landesweit 30 Zivilgerichte, die unterhalb der zehn Zivilgerichte der ersten Instanz (Tribunal de Grande Instance) stehen. Die Haftanstalt Say hat eine Aufnahmekapazität von 250 Insassen.

## Kultur und Sehenswürdigkeiten
Am südlichen Ortsrand der Stadt, im Bambara-Viertel, steht auf abschüssigem Terrain eine Freitagsmoschee. Sie wurde 1972 gebaut, nachdem der Vorgängerbau in der Regenzeit des Vorjahres eingestürzt war. Im typischen Baustil der Architekturprovinz des West- und Zentralsudan ist sie als Lehmmoschee errichtet. Die Gesamtanlage misst 150 Quadratmeter, die Moschee gehört mithin nicht zu den Großanlagen des Binnendeltas. 53 Quadratmeter des Geländes entfallen auf den inneren Betraum (Queranlage) und 51 Quadratmeter auf den unregelmäßig konzipierten Innenhof. Der Mihrāb-Turm erreicht eine Höhe von acht Metern. Der kompakte Baukörper überrascht mit seinen vieltürmigen Lisenen und kräftigen Portalfeldern in den Außenmauern von Betraum und Hof.

## Wirtschaft und Infrastruktur

### Wirtschaft
Am Fluss wird Nassreisanbau betrieben. Das übrige landwirtschaftliche genutzte Gemeindegebiet liegt in einer Zone, in der Regenfeldbau vorherrscht. Das für Niger vergleichsweise fruchtbare Land ist massiven Bodenspekulationen unterworfen.
Am großen Freitagsmarkt im Stadtzentrum wird eine Vielzahl an Produkten angeboten, die oft von weit her angeliefert werden. Ein Wochenmarkt mittlerer Größe befindet sich im Dorf Tientiargou (Tientergou). Er findet mittwochs statt. Hier verkauft werden schmucklose Kalebassen, Schmiedearbeiten, Holz und aus unbearbeitetem Leder bestehende Matten, die für tatara genannte Einzäunungen gebraucht werden. Kleinere Wochenmärkte im Gemeindegebiet sind der Sonntagsmarkt im Dorf Dokimana und der Mittwochsmarkt im Dorf Ganki Bassarou. Das staatliche Versorgungszentrum für landwirtschaftliche Betriebsmittel und Materialien (CAIMA) unterhält eine Verkaufsstelle in der Stadt.

### Bildung und Gesundheit
Im Gemeindegebiet befindet sich die Islamische Universität Say. Die von der Organisation der Islamischen Konferenz finanzierte islamische Universität wurde 1986 gegründet. Das internationale Pflanzenforschungsinstitut ICRISAT betreibt beim Dorf Sadoré Say das 500 Hektar große ICRISAT Sahelian Center (ISC), das 1989 in Betrieb ging.
Der CEG FA Say ist eine allgemein bildende Schule der Sekundarstufe des Typs Collège d’Enseignement Général Franco-Arabe (CEG FA) mit Fokus auf die arabische zusätzlich zur französischen Sprache. Beim CES Say handelt sich um eine allgemein bildende Schule der Sekundarstufe des Typs Collège d’Enseignement Collège Secondaire (CES). Allgemein bildenden Schulen der Sekundarstufe des Typs Collège d’Enseignement Général (CEG) sind in den ländlichen Siedlungen Doguèl Kaïna, Dokimana, Ganki Bassarou und Kohan Garanké vorhanden. Der Collège d’Enseignement Technique de Say (CET Say) ist eine technische Fachschule. Das Berufsausbildungszentrum Centre de Formation aux Métiers de Say (CFM Say) bietet Lehrgänge in Landwirtschaftsmechanik, Metallbau, familiärer Wirtschaft und Ackerbau an.
Im Stadtzentrum gibt es ein Distriktkrankenhaus und ein über ein eigenes Labor und eine Entbindungsstation verfügendes Gesundheitszentrum des Typs Centre de Santé Intégré (CSI). Weitere Gesundheitszentren dieses Typs, jedoch jeweils ohne eigenes Labor und Entbindungsstation, sind in den ländlichen Siedlungen Ganki Bassarou, Kohan Garanké und Tiantiargou vorhanden.

### Verkehr

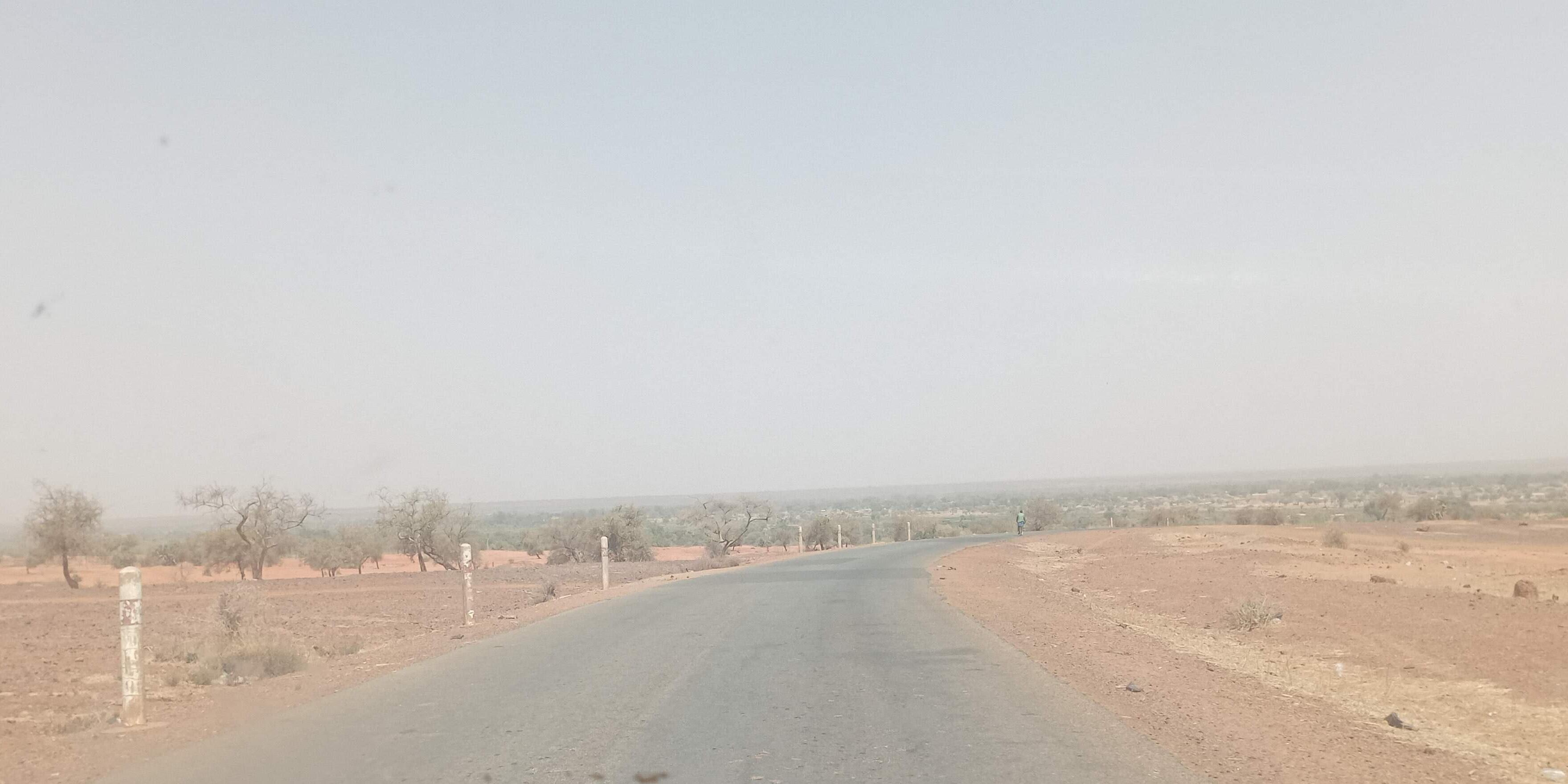
Nationalstraße 27 in der Gemeinde Say (2024)

Durch die Gemeinde verläuft die 158,3 Kilometer lange Nationalstraße 27 zwischen Niamey und La Tapoa. In Say zweigt die 61,7 Kilometer lange Landstraße RR6-002 nach Kobadjé ab, im Dorf Dokimana die 39 Kilometer lange Route 647 nach Guiémé.

## Partnergemeinde
- Pézilla-la-Rivière in Frankreich[34]

## Persönlichkeiten
- Boubakar Ba (1935–2013), Mathematiker
- Boubacar Cissé (1909–1989), Manager und Politiker
- Barcourgné Courmo (1916–1993), Politiker, Finanzminister Nigers
- Diallo Ousman Bassarou (1906–1992), Politiker, Präsident des Obersten Gerichtshofs Nigers